# Danza de la Virgen de la Esperanza
La danza de la Virgen de la Esperanza es una de las llamadas danzas rituales onubenses, desarrollada en la localidad de Cumbres Mayores, en la provincia de Huelva, España.

## Historia
Se trata de una danza ritual en honor de la Virgen de la Esperanza realizada en el transcurso de diversos rituales en los que se rinde culto público o participa la imagen de la Virgen el Domingo de Flores (o sea, el domingo siguiente al de Resurrección), la Romería del Lunes de Albillo, el Domingo de Besamanos (el segundo domingo después del lunes de Albillo) y en las procesiones del Corpus, la víspera y jueves del Corpus Christi, y el Domingo de la Octava.
La danza la ejecuta un número par de danzantes con palillos, entre ocho o diez, entre los que toma protagonismo el «guion» y el «contraguión», en menor medida. Algunas de las mudanzas significativas son la «cadena» («en alto y en bajo»), «cadena por dentro» («en alto y en bajo»), «estirao», «corro», «angelitos», «cruz», «cruce» (de frente) y «caracol».
Los símbolos que identifican a la danza son la imagen de la Virgen de la Esperanza (devoción y culto patronal), la ermita de la Virgen de la Esperanza, el camino de la Virgen, la indumentaria y las figuras o mudanzas.
El ámbito en el que se desarrolla la actividad se ubica en el entorno e interior de la ermita de la Virgen de la Esperanza, plaza de Portugal (iglesia), Abades, La Portá, Deán Campos Moro, plaza del Altozano, Verbena, Félix Campos, Benito Moro, plaza de España, Cervantes y Narciso Suárez. 